# Eva Rivas
Eva Rivas (Rostov do Don, Rússia, 13 de julho de 1987), de nome verdadeiro Valeriya Reshetnikova-Tsaturyan, é uma cantora da Armênia.

## Eurovisão 2010
A 14 de fevereiro de 2010 ganhou o concurso de Eurovisão da Arménia com a canção Apricot stone, cantada exclusivamente em inglês, e representou o seu país no Festival Eurovisão da Canção 2010 em Oslo, na Noruega.
Entretanto, informações revelaram que Samvel Karapetian, um homem de negócios, terá pago entre 2 a 7 milhões de dólares para que Eva ganhasse o concurso em seu país.

## Conexões externas
- Site oficial